# Södra Vixen
Södra Vixen är en sjö i Eksjö kommun i Småland och ingår i Emåns huvudavrinningsområde. Sjön är 17 meter djup, har en yta på 4,94 kvadratkilometer och befinner sig 215 meter över havet. Södra Vixen ligger i Södra Vixen Natura 2000-område. Sjön avvattnas av vattendraget Allmänningsån (Lidbroån). Vid provfiske har bland annat abborre, braxen, gädda och lake fångats i sjön.

## Delavrinningsområde
Södra Vixen ingår i det delavrinningsområde (638952-144458) som SMHI kallar för Utloppet av Södra Vixen. Medelhöjden är 231 meter över havet och ytan är 14,06 kvadratkilometer. Det finns inga delavrinningsområden uppströms utan avrinningsområdet är högsta punkten. Allmänningsån (Lidbroån) som avvattnar avrinningsområdet har biflödesordning 2, vilket innebär att vattnet flödar genom totalt 2 vattendrag innan det når havet efter 197 kilometer. Delavrinningsområdet består mestadels av skog (42 %) och öppen mark (12 %). Avrinningsområdet har 4,94 kvadratkilometer vattenytor vilket ger det en sjöprocent på 35,1 %.

## Fisk
Vid provfiske har följande fisk fångats i sjön:
- Abborre
- Braxen
- Gädda
- Lake
- Mört
- Sarv
- Siklöja
- Sutare